# Geisenhain
Geisenhain est une commune allemande de l'arrondissement de Saale-Holzland, Land de Thuringe.

## Géographie
|                         | Stadtroda  | Tröbnitz    |
| Gneus                   | Geisenhain | Waltersdorf |
| Trockenborn-Wolfersdorf |            | Meusebach   |

## Histoire
Geisenhain est mentionné pour la première fois en 1406.

## Source de la traduction
- (de) Cet article est partiellement ou en totalité issu de l’article de Wikipédia en allemand intitulé « Geisenhain » (voir la liste des auteurs).